# Federación Internacional de Gimnasia
La Federación Internacional de Gimnasia (FIG) (del francés: Fédération Internationale de Gymnastique) es el organismo mundial que se dedica a regular las normas de la gimnasia deportiva a nivel competitivo, así como de celebrar periódicamente competiciones y eventos en cada una de sus disciplinas.
La federación establece las normas, conocidas como Código de puntuación (gimnasia), que regulan cómo se evalúan las actuaciones de los gimnastas. Existen siete disciplinas de gimnasia reguladas por la FIG: gimnasia artística, clasificada a su vez en gimnasia artística masculina (MAG) y gimnasia artística femenina (WAG); gimnasia rítmica (RG); gimnasia aeróbica (AER); gimnasia acrobática (ACRO); gimnasia en trampolín (TRA); doble mini trampolín (DMT), volteretas (TUM) y parkour. Además, la federación es responsable de determinar la edad de los gimnastas para participar en los Juegos Olímpicos. También se encarga de celebrar periódicamente competiciones y eventos, el más importante de los cuales es el Campeonato Mundial de Gimnasia Artística..
Fue fundada en 1881 en Lieja (como la Federación Europea de Gimnasia) y tiene desde 1991 su sede en la localidad de Moutier (Suiza). El presidente en funciones, desde el año 2016, es Morinari Watanabe de Japón.

## Historia
Se puede afirmar que el hombre lleva siglos realizando sus propias variaciones de las artes de la gimnasia, realizadas en la Prehistoria y desarrolladas a partir de la Grecia y el Antiguo Egipto. Etimológicamente, la palabra recuerda que los antepasados griegos realizaban sus ejercicios desnudos. En la lengua de Zeus, gumnos} significa «desnudo». La palabra «acrobacia», también derivada del griego akrobatos, significa literalmente «caminar de puntillas».
Más cerca de nuestro tiempo, otros célebres autores, pensadores y filósofos, en particular Martín Lutero y Jean-Jacques Rousseau, siguieron dando buena cuenta de las virtudes de lo que ya habían proclamado como el octavo arte. Rousseau también contribuyó activamente al desarrollo no sólo de la gimnasia, sino también de la educación física, como moldeadora del hombre, física y mentalmente, según la Pedagogía. Posteriormente, en el siglo XIX, tras una evolución paulatina del concepto, que se convirtió en deporte tras separarse de actividades paralelas a otros deportes, como el atletismo, y de la práctica militar, la Federación Europea de Gimnasia (en francés: Fédération Européenne de Gymnastique), también llamada FEG, fue creada el 23 de julio de 1881, por Nicolas J. Cupérus y contó con la participación de tres países: Bélgica, Francia y Países Bajos.  Gracias a su dedicación, consiguió programar los ejercicios físicos de la gimnasia, primero en Amberes, y después en Bélgica y Europa, fundando el primer organismo regulador de la gimnasia. Sin embargo, su idea de unidad y fraternidad entre los pueblos no incluía la competición:
"Mi ideal será siempre el mismo, y sueño con el momento en que las competiciones sean superfluas y los gimnastas se contenten con ganar como recompensa a sus esfuerzos el equivalente exacto en salud, fuerza, agilidad y tenacidad}".
Tras la estructuración de la organización, el dramaturgo Antón Chéjov fundó la Federación Rusa de Gimnasia. En 1896, la gimnasia entró en el programa de los primeros Juegos Olímpicos de la nueva era, revitalizada por el entonces presidente de la FEG, Bélgica] Nicolas. Siete años más tarde, en 1903, a instancias del presidente de la Federación Francesa de Gimnasia, Charles Gazalet, la Federación organizó sus primeros Campeonatos del Mundo, exclusivamente masculinos. Gracias a su pensamiento y al de algunos gimnastas, la primera disciplina, la gimnasia artística, se convirtió en competitiva, apareciendo en torneos internacionales. Las mujeres hicieron sus primeras apariciones olímpicas en 1928 y sus primeros Campeonatos del Mundo de Gimnasia Artística en 1934|1934]].  En 1921, la FEG se convirtió en lo que ahora se conoce como la FIG, cuando los primeros dieciséis países no europeos fueron admitidos en la organización. El primer país que se unió a la nueva Federación fue Estados Unidos. Hoy en día, se considera la organización internacional más antigua responsable de estructurar la gimnasia.
Educación y competición son las palabras clave en todos los aspectos de los esfuerzos de desarrollo de la FIG. Las siete disciplinas dan prioridad al concepto de este desarrollo, centrándose en los valores pedagógicos, promocionales y públicos. De este modo, la gimnasia crece con las partes interesadas, que empiezan por apreciar las circunstancias que rodean sus fases de preparación, entrenamiento y competición. Como la concepción de Nicolas no incluía inicialmente la idea de una gimnasia competitiva, sino de un deporte para las masas, en la búsqueda del rendimiento y de la interacción entre los practicantes, así como de las mejoras físicas de la práctica, el Holandés J. J. F. Sommer, creó la Gymnaestrada, un evento basado en estos preceptos y en los movimientos que surgieron en la extensión del continente europeo, ampliando así los métodos gimnásticos. Este festival fue también un homenaje a Pehr Henrik Ling, el primero en intentar categorizar la gimnasia en áreas de actividad.
Desde el punto de vista de la gimnasia actual, la gimnasia para todos es la base cultural de apoyo de la FIG. Esta disciplina es practicada por todos, independientemente de su edad o estatus. Bajo este pensamiento, la gimnasia - con todas sus implicaciones socioculturales - se ha convertido en un deporte accesible a todos, en todo el mundo.

### Orïgenes
- 1881: fundación de la Federación Europea de Gimnasia (FEG) en Lieja el 23 de julio de 1881 por Francia, Bélgica y Holanda. El primer presidente es el belga Nicolas J. Cuperus.

- 1896: la gimnasia forma parte del programa de los primeros Juegos Olímpicos de la Era Moderna.

- 1903: creación en Amberes de un Torneo Internacional de Gimnasia, antecesor de los Campeonatos mundiales. Participan cuatro naciones.

- 1908: la FEG es reconocida como una federación deportiva internacional por el COI en los Juegos Olímpicos de Londres 1908.

- 1913: el Torneo Internacional de Gimnasia pasa a llamarse oficialmente Campeonato Mundial de Gimnasia Artística.

- 1921: debido a la adhesión de miembros no europeos se decide cambiarle el nombre a Federación Internacional de Gimnasia. Se cuenta con un total de 16 Estados miembros.

- 1924: segundo presidente, el francés Charles Cazalet.

- 1928: primera participación de mujeres en la gimnasia en unos JJ. OO..

- 1933: tercer presidente, el conde Adam Zamoyski (Polonia).

- 1934: primera participación femenina en los campeonatos mundiales de Budapest.

- 1946: cuarto presidente, el belga Goblet d’Alviella.

- 1956: quinto presidente, el suizo Charles Thoeni.

- 1963: primer Campeonato de Gimnasia Moderna (antecesor del Campeonato de Gimnasia Rítmica) en Budapest.

- 1966: sexto presidente, el suizo Arthur Gander.
- 1967: la FIG participa en la fundación de la Asociación General de Federaciones Internacionales Deportivas (AGFIS).

- 1971: fundación de la Unión Panamericana de Gimnasia (PAGU) en Cali (Colombia).

- 1973: sede de la FIG en Lyss (Suiza).

- 1975: el Campeonato de Gimnasia Moderna pasa a llamarse Campeonato Mundial de Gimnasia Rítmica.

- 1976: séptimo presidente Yuri Titov (Unión Soviética).

- 1982: fundación de la Unión Europea de Gimnasia (UEG) y de la Unión Asiática de Gimnasia (AGU).

- 1984: la gimnasia rítmica forma parte por primera vez del programa olímpico en Los Ángeles 1984.

- 1990: fundación de la Unión Africana de Gimnasia (UAG) en Argel.

- 1991: la sede pasa de Lyss a Mountier (Suiza).

- 1995: celebración del primer Campeonato Mundial de Gimnasia Aeróbica en París.

- 1996: octavo presidente, el italiano Bruno Grandi.

- 1998: ingreso de la gimnasia en trampolín y la gimnasia acrobática en la FIG.

- 2000: la gimnasia en trampolín forma parte por primera vez del programa olímpico en Sídney 2000.
- 2004: la FIG cuenta con 129 federaciones afiliadas.
- 2006: celebración del 76.º Congreso de la FIG (congreso del 125.º aniversario de su fundación).

## Disciplinas
Actualmente la FIG realiza competiciones en seis disciplinas:
1. Gimnasia artística
2. Gimnasia rítmica
3. Gimnasia trampolín
4. Gimnasia aeróbica
5. Gimnasia acrobática
6. Gimnasia para todos*

(*) - sólo a nivel evento deportivo actualmente.

## Filosofía
"Somos la primera federación internacional dedicada tanto al deporte de competición como al recreativo. Yuri Titov, presidente de la Federación durante nueve años".
La filosofía de la FIG como órgano de gobierno y principal organizador del deporte es la observancia de los derechos humanos y la no discriminación contra la política, la religión, la raza o cualquier otra que atente contra estos derechos. Se trata de un deber de la Federación para con los practicantes de este deporte. La FIG desaprueba y prohíbe cualquier tipo de discriminación y violación de los derechos humanos entre sus miembros. Los gimnastas y los comités deben respetar las relaciones de equipo y, en sus propias actividades, las federaciones y sus miembros también deben corresponder a las especificaciones de un concurso limpio (llamado juego limpio ) y al código de ética elaborado por el comité ejecutivo.
La «educación física» y el «deporte» son los dos focos de interés de la FIG, tanto en la búsqueda de virtudes y mejoras como en favor de las competiciones. En ambos casos, la gimnasia representa ambas cosas. Un pilar está vinculado a la base cultural compartida por todas las formas de práctica, que requiere un acondicionamiento físico tanto a nivel artístico como deportivo. El otro pilar pertenece a la élite y al espectáculo, al que pertenecen los gimnastas más importantes de cada época, los atletas que representan a sus respectivas naciones.

## Eventos
Los principales eventos competitivos que la FIG organiza periódicamente son:
- Campeonato Mundial de Gimnasia Artística
- Campeonato Mundial de Gimnasia Rítmica
- Copa del Mundo de Gimnasia Artística
- Copa del Mundo de Gimnasia Rítmica
- Campeonato Mundial de Trampolín

## Organización
La estructura jerárquica de la federación está conformada por el presidente y los vicepresidentes, el Congreso (efectuado cada dos años), el Comité Ejecutivo, el Consejo y seis comités técnicos - uno para cada disciplina (para cuestiones técnicas se considera la gimnasia artística masculina por separado de la femenina).

### Presidentes

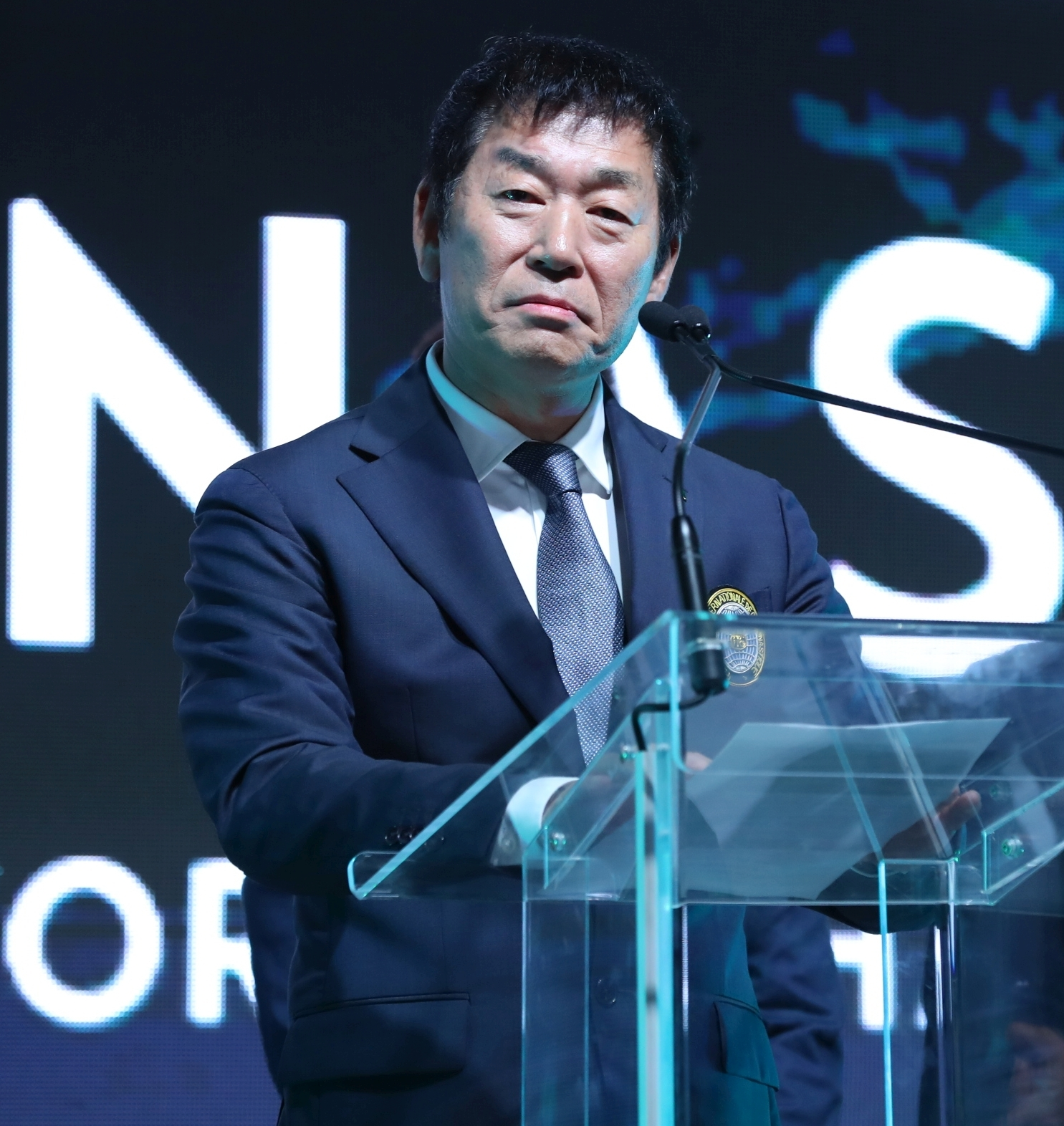
Morinari Watanabe, 2019

| N.º | Periodo   | Nombre            | País                  |
| --- | --------- | ----------------- | --------------------- |
| 1   | 1881-1924 | Nicolas J.Cuperus | Bélgica               |
| 2   | 1924-1933 | Charles Cazalet   | Francia               |
| 3   | 1933-1946 | Adam Zamoyski     | Polonia               |
| 4   | 1946-1956 | Goblet d’Alviella | Bélgica               |
| 5   | 1956-1966 | Charles Thoeni    | Suiza                 |
| 6   | 1966-1976 | Arthur Gander     | Suiza                 |
| 7   | 1976-1996 | Yuri Titov        | Unión Soviética Rusia |
| 8   | 1996-2016 | Bruno Grandi      | Italia                |
| 9   | 2016-     | Morinari Watanabe | Japón                 |

### Federaciones continentales
La FIG cuenta en 2016 con la afiliación de 142 federaciones nacionales repartidas en 4 organismos continentales:
| Nombre                         | Siglas | Sede               | N.º fed. | Pág. web                                                      |
| ------------------------------ | ------ | ------------------ | -------- | ------------------------------------------------------------- |
| Unión Africana de Gimnasia     | (UAG)  | Argel ( Argelia)   | 21       | UAG Archivado el 25 de diciembre de 2007 en Wayback Machine.  |
| Unión Panamericana de Gimnasia | (PAGU) | Curitiba ( Brasil) | 26       | PAGU Archivado el 10 de diciembre de 2017 en Wayback Machine. |
| Unión Asiática de Gimnasia     | (AGU)  | Doha ( Catar)      | 33       | AGU                                                           |
| Unión Europea de Gimnasia      | (UEG)  | Lausana ( Suiza)   | 48       | UEG                                                           |
| Oceanía                        | —      | sin asociación     | 4        | —                                                             |

### Federaciones nacionales
| África (UAG) | América (PAGU) | Asia (AGU) | Europa (UEG) | Oceanía                                     |
| --- | --- | --- | --- | ------------------------------------------- |
| Argelia · Angola · Botsuana · Burundi · Camerún · Cabo Verde · República del Congo · Egipto · Etiopía · Lesoto · Libia · Marruecos · Mauritania · Namibia · Nigeria · Senegal · Seychelles · Sierra Leona · Sudáfrica · Túnez · Zimbabue | Argentina · Bahamas · Barbados · Bermudas · Bolivia · Brasil · Canadá · Chile () · Colombia () · Costa Rica () · Cuba · República Dominicana · El Salvador · Ecuador () · Estados Unidos () · Guatemala · Honduras · Jamaica · México () · Panamá () · Paraguay · Perú · Puerto Rico ( Archivado el 28 de mayo de 2017 en Wayback Machine.) · Trinidad y Tobago · Uruguay · Venezuela | Arabia Saudita · Bangladés · Camboya · China · Corea del Sur · Corea del Norte · Filipinas · Hong Kong · India · Indonesia · Irán · Irak · Japón · Jordania · Kazajistán · Kuwait · Kirguistán · Líbano · Malasia · Mongolia · Birmania · Nepal · Pakistán · Palestina · Catar · Singapur · Sri Lanka · Siria · Tailandia · China Taipéi · Uzbekistán · Vietnam · Yemen | Albania · Alemania() · Andorra · Armenia · Austria() · Azerbaiyán() · Bélgica() · Bielorrusia() · Bulgaria · Chipre · Croacia · Dinamarca() · Eslovaquia · Eslovenia · España () · Estonia · Finlandia · Francia · Georgia · Grecia · Hungría · Irlanda · Islandia · Israel · Italia · Letonia · Liechtenstein · Lituania · Luxemburgo · Macedonia del Norte · Malta · Moldavia · Mónaco · Noruega · Países Bajos · Polonia · Portugal · Reino Unido · República Checa · Rumania · Rusia · San Marino · Serbia · Suecia · Suiza · Turquía · Ucrania | Australia Islas Cook Nueva Zelanda Kiribati |